# Madlapur, Manvi
Madlapur là một làng thuộc tehsil Manvi, huyện Raichur, bang Karnataka, Ấn Độ.